# Jay Bennett
Jay Walter Bennett, född 15 november 1963, död 24 maj 2009, var en amerikansk musiker och musikproducent. Han är mest känd för sin medverkan i gruppen Wilco, en grupp han gick med i 1994 och lämnade 2001.
Bennett dog oväntat i sömnen 24 maj 2009. Champaign County Coroner rapporterade ungefär en månad senare att Bennetts död var oavsiktlig och var resultatet av en överdos av receptbelagd smärtstillande medel, fentanyl.

## Diskografi

### Studioalbum med Wilco
- Being There (1996)
- Summerteeth (1999)
- Yankee Hotel Foxtrot (2001)

### Album med Edward Burch
- The Palace at 4 A.M (2001)
- Palace 1919 (2003)[3]

### Soloalbum
- Bigger than Blue (2004)
- The Beloved Enemy (2004)
- The Magnificent Defeat (2006)
- Whatever Happened I Apologize (2008)
- Kicking at the Perfumed Air (2010)

### Singlar
- "Replace You +5" (2006, promo)